# Dioïla
Dioïla est une ville, chef-lieu de la commune rurale du Kaladougou au Mali, chef-lieu du cercle de Dioïla et de la région de Dioïla. Ses habitants sont appelés les Dioïnais et les Dioïnaises.

## Géographie
La localité de Dioïla est située sur la route nationale RN 30 (axe Fana, RN 6-Koumantou) à 169 km, à l'est de la capitale  Bamako.

## Histoire
La ville de Dioïla est fondée au XVIe siècle par Sountié Marico, chasseur ressortissant de Nanfassa dans l’actuelle région de Bougouni. Dans la langue vernaculaire, diè signifie phacochère et la le lieu, ainsi le vocable djè la qui par déformation donne son nom à Dioïla indique un lieu où vivent les phacochères.
Lors de la réforme administrative de 1960, la localité est instaurée comme le chef-lieu de l'un des cinq cercles de la région de Bamako.

## Population
Dioïla compte 50 268 habitants en 2024[réf. nécessaire].
| 1976  | 1987  | 1998  | 2009   |
| ----- | ----- | ----- | ------ |
| 4 126 | 6 556 | 9 193 | 15 268 |

## Éducation
L’Académie d'enseignement de Dioïla a été créée le 22 février 2012 par décret adopté en conseil des ministres et comprend les centres d'animations pédagogiques de Dioïla, Fana et de Béléko.
C'est la ville qui possède l'un des plus anciens lycées du Mali[réf. nécessaire].

## Économie
L'exploitation du karité est important dans l'économie de la ville[réf. nécessaire]. L'usine d'égrenage du coton de la CMDT établie à  Dioïla, a une capacité de 52 000 t de coton graine en 150 jours en 2025.